# 문재인에 대한 비판
본 문서는 대한민국 제19대 대통령 문재인에 대한 비판 및 논란과 그에 대한 해명을 기술한 문서이다. 문재인 개인에 대한 내용과 문재인 정부에 대한 내용이 모두 기술되어 있으며, 본 문서의 내용은 문재인이 대통령에 취임한 날짜인 2017년 5월 10일을 기준으로 대통령 취임 이전과 대통령 취임 이후로 구분되어 있다.

## 아들 고용정보원 채용 특혜 의혹 및 논란
문재인의 아들 문준용이 2006년에서 2008년까지 한국고용정보원 5급 일반직에 채용되어 근무한 과정에서 특혜가 있었는지 의혹이 제기되고 논란이 되었다. 2012년과 2017년 두차례 대선에서 해당 의혹이 주로 제기되었다.
2007년 고용노동부에서는 한나라당 측의 문제 제기에 따라 고용정보원을 상대로 감사를 실시했다. 2007년 5월 고용노동부의 감사보고서는 "특정인을 취업시키기 위해 사전에 의도적으로 채용 공고 형식 및 내용 등을 조작하였다는 확증은 발견되지 않았다"고 언급하며, "특정인을 포함한 외부응시자들은 전공분야 수상경력이나 회사 근무경력 등으로 보아 자질 및 경쟁력을 충분히 갖추고 있어 부적격자를 채용한 것은 아닌 것으로 보인다"고 잠정적으로 결론 내렸다. 그러나 "투명성과 합리성을 결여하게 되어 특혜채용 의혹을 갖도록 한 것으로 보이며 채용 절차 자체에는 문제가 있었다"고 인정하여 해당 기관에 대한 처벌 조치 필요성을 언급하였다.
2007년 6월 해당 감사 결과에 따라 채용 절차상의 문제가 인정되어, 당시 문준용 채용을 주도한 인사 담당자들에 대한 징계가 이루어졌다. 그러나 특혜 여부는 여전히 논란의 여지가 있어 2017년 대선 과정에서 정치권의 격한 공방이 있었다. 자유한국당은 2017년 5월 1일 문준용의 고용정보원 채용 특혜 의혹을 규명하기 위한 특검법안을 발의하였다.
이후 2017년 9월 14일 열린 국민의당 제보조작 관련 공판준비기일에서 검찰은 기본적으로 문준용의 특혜채용에 불법성이 있는지 살펴봤지만, 채용과정에서 위법한 혐의점이 발견되지 않았던 것으로 보인다고 밝혔다. 다만 검찰은 특혜채용 진위에 대해 '맞다', '아니다'라는 것을 전제로 하지 않았다고 선을 그었다.

## 이석기 특별사면 논란
문재인이 민정수석으로 청와대에 있었던 시절 공안사범이었던 이석기가 사면을 받았던 사실이 논란이 되었다. 이석기는 민혁당 사건으로 2002년 구속되어 2003년 반국가단체 구성 등 혐의로 징역 2년 6개월을 선고받았다. 당시 판결문에 의하면, 이석기는 1980년대 초반 한국외국어대 용인 캠퍼스 중국어과 재학생 시절 "김일성은 절세의 애국자" "주체사상은 영원 불멸의 등불" 등의 발언으로 후배들의 사상교육을 주도했으며, 1989년 민혁당의 전신인 반제청년동맹과 1992년 민혁당 설립에 참여하면서 김일성주의를 지도이념으로 한 계급투쟁을 강조하였다.
그러나 이석기는 2003년 노무현 정부의 광복절 특사로 곧바로 가석방되었다. 이석기는 2003년 광복절 특사 대상자 15만여명 중 유일한 공안사범이었다. 이어 2005년에 또 한번 광복절 특사로 특별복권 되어 공무담임권 및 피선거권의 제한이 풀리면서 국회의원 후보 등 선출직에 나설 수 있게 됐다.

## 같이 보기
- 문재인
- 문재인 정부
- 문재인 대통령 퇴진 운동
- 문재인 왕 시리즈
- 문재인 아들 고용정보원 채용 특혜 의혹 및 논란
- 문재인 정부 최저임금 인상 논란
- 조선민주주의인민공화국산 석탄 대한민국 반입 사건
- 청와대 특별감찰반 비위 의혹
- 문재인 정부 민간기업 인사 개입 및 적자 국채 발행 의혹